# 陳璜
陳璜（1481年—？），字佩之，江西饒州府鄱陽縣人，軍籍，明朝政治人物。

## 生平
江西鄉試第四十八名舉人。正德十六年（1521年）中式辛巳科會試第三百六十五名，登第二甲第二十六名進士。

## 家族
曾祖陳必達，曾任監生；祖父陳志昂；父陳浩。母王氏。慈侍下。弟璟、琥、琮。